# Jean-François Champollion
Jean-François Champollion (23. prosinec 1790 Figeac – 4. březen 1832 Paříž) byl francouzský jazykovědec a egyptolog. Roku 1822 rozluštil jako první egyptské hieroglyfy s pomocí trojjazyčné Rosettské desky.

## Život

### Mládí a studium
Narodil se 23. prosince 1790 v jihofrancouzském městě Figeac; kvůli tmavé pleti byl přezdíván „Egypťan“. Byl obdařen výjimečným jazykovým nadáním. Již v pěti letech se naučil sám číst a psát.  V devíti letech uměl řecky a latinsky; jako jedenáctiletý četl bibli z hebrejského originálu. Zájem o jazyky a Egypt v něm vzbudil o dvanáct let starší bratr Jacques-Joseph, nadaný filolog a obdivovatel Orientu. V roce 1801 ho odvedl do Grenoblu a postaral se o jeho vzdělání. V letech 1804–1807 navštěvoval lyceum, navíc se  sám  učil arabsky a syrsky. Jako patnáctiletý studoval perštinu, jazyk zend, chaldejštinu, sanskrt a pro rozptýlení také čínštinu. V té době také sepsal svoji první knihu „Dějiny slavných psů“. V září 1807 představil   Akademii umění a věd v Grenoblu svou knihu Egypt za vlády faraonů a  o šest měsíců později byl zvolen členem–korespondentem této instituce.
Další studium mu zprostředkoval bratr v Paříži. Získal stipendium, ale žil chudě. Stipendium nestačilo na živobytí a často musel  žádat bratra o podporu. Studoval orientální jazyky, zejména arabštinu a perštinu, na Collège de France. Za rok se dokonale naučil koptsky. Jeho cílem bylo rozluštit egyptské hieroglyfické písmo. 
Na podzim 1809 se Champollion vrátil do Grenoblu, kde byl jmenován docentem historie na místní univerzitě.  V období vlády císaře Napoleona však byl zastáncem Napoleonovi nebezpečných republikánských myšlenek a později vystupoval i proti Ludvíkovi XVIII. To mu vyneslo snížení platu a zákaz přednášek. Když se Napoleon vrátil z vyhnanství na Elbě, Champollion se s ním setkal a představil mu koptský slovník, na kterém pracoval. Po definitivní porážce Napoleona v bitvě u Waterloo roku 1815 byl Champollion označen za velezrádce a hrozilo, že bude odeslán na galeje. V roce 1816 odešel i s bratrem do svého rodného města Figeac, kde strávil několik měsíců při práci na svém koptském slovníku. V říjnu 1817 se vrátil do Grenoblu, pracoval jako knihovník a pokračoval v luštění hieroglyfů. Dne 30. prosince 1818 se v Grenoblu  oženil se svou láskou  Rose Blancovou. V březnu 1824 se jim narodila dcera Zoraïde. 
Poté, co se zapletl do politických nepokojů, byl  odvolán z místa knihovníka  a v létě roku 1821 odešel z Grenoblu.

### Rozluštění egyptských hieroglyfů

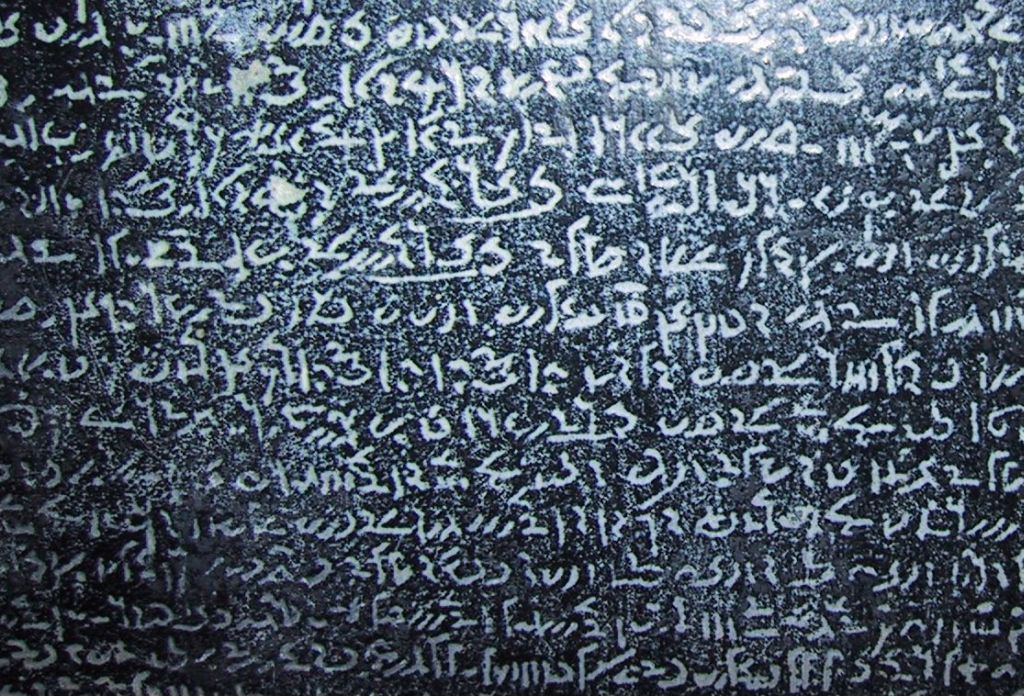
Detail Rossetské desky.

K rozluštění hieroglyfů významně přispěl nález Rosettské desky s textem ve třech různých typech písma (hieroglyfickém, démotickém a řeckém, resp. v řečtině).  Champollion začal studovat nejdříve démotické písmo, a potom hieroglyfy. Zkoumal a vyluštil deset písmen egyptské abecedy. Souběžně s ním učinil v tomto směru velký objev také britský přírodovědec Thomas Young, jenž rozluštil 5 hieroglyfických znaků a určil jejich fonetickou hodnotu; dále objevil dva zvláštní znaky, které v démotickém textu označovaly začátek a konec vlastního jména a potvrdil domněnku, že ve staroegyptském písmu se s výjimkou vlastních jmen nevyskytují samohlásky, podobně jako v arabštině.
Champollionovi se však podařilo rozluštit celý systém egyptského písma.
|                               |   |    |   |   |       |   |   |    |
| \| \| \| \| \| \| \| \| \| \| |   |    |   |   |       |   |   |    |
|                               |   |    |   |   |       |   |   |    |
| q · l                         | i | wA | p | A | d · r | t | A | H8 |

| q · l | i | wA | p | A | d · r | t | A | H8 |

|                               |   |    |   |   |       |   |   |    |
| \| \| \| \| \| \| \| \| \| \| |   |    |   |   |       |   |   |    |
|                               |   |    |   |   |       |   |   |    |
| q · l                         | i | wA | p | A | d · r | t | A | H8 |

| q · l | i | wA | p | A | d · r | t | A | H8 |

Jméno královny Kleopatry na Rosetské desce bylo jedním z klíčových důkazů
ke čtení hieroglyfů.
 Na Rosettské desce se zachovalo celkem 1419 hieroglyfů, kterým odpovídá 486 řeckých slov, každé slovo se tedy píše průměrně třemi znaky. Jména králů psali Egypťané zřejmě na znak úcty do oválných rámečků, tzv. kartuší. Ke znakům, které neměly fonetickou hodnotu, se přidával vysvětlující znak – determinativ. Samohlásky Egypťané pravděpodobně nepoužívali kvůli nářečním rozdílům. Vyskytovaly se však i kombinace jednotlivých znaků, např. „j“ se označovalo obrázkem třtiny, spojilo se s determinativem označujícím chůzi (nohy) a vznikl ideogram vyjadřující „chodit“. Co se týče směru čtení znaků, hieroglyfy se čtou zprava, zleva nebo shora dolů podle orientace určitých symbolů, např. podle toho, kam se dívá sova (písmeno „m“) – čte se proti směru jejího pohledu.
Champollion odhalil vztahy mezi hieroglyfickým a démotickým písmem a zároveň vztahy obou těchto písem k třetímu – hieratickému, tj. kněžskému. Dne 23. září 1822 přednesl Champollion svůj výklad a zároveň důkaz jeho správnosti před členy akademie.  Datum Champollionovy přednášky se považuje za den zrodu egyptologie.
Pokračoval v dalším studiu hieroglyfického písemného systému a v roce 1824 publikoval své dílo Précis du système hieroglyphique des anciens Égyptes (Upřesnění hieroglyfického systému starých Egypťanů) a otevřel tak dveře vědecké egyptologii. Téhož roku odjel do Itálie, kde chtěl studovat egyptské památky uchovávané v Turíně. V roce 1825 mu byl udělen řád Čestné legie. V roce 1826 byl jmenován vedoucím nově zřízeného egyptského oddělení v Louvru.

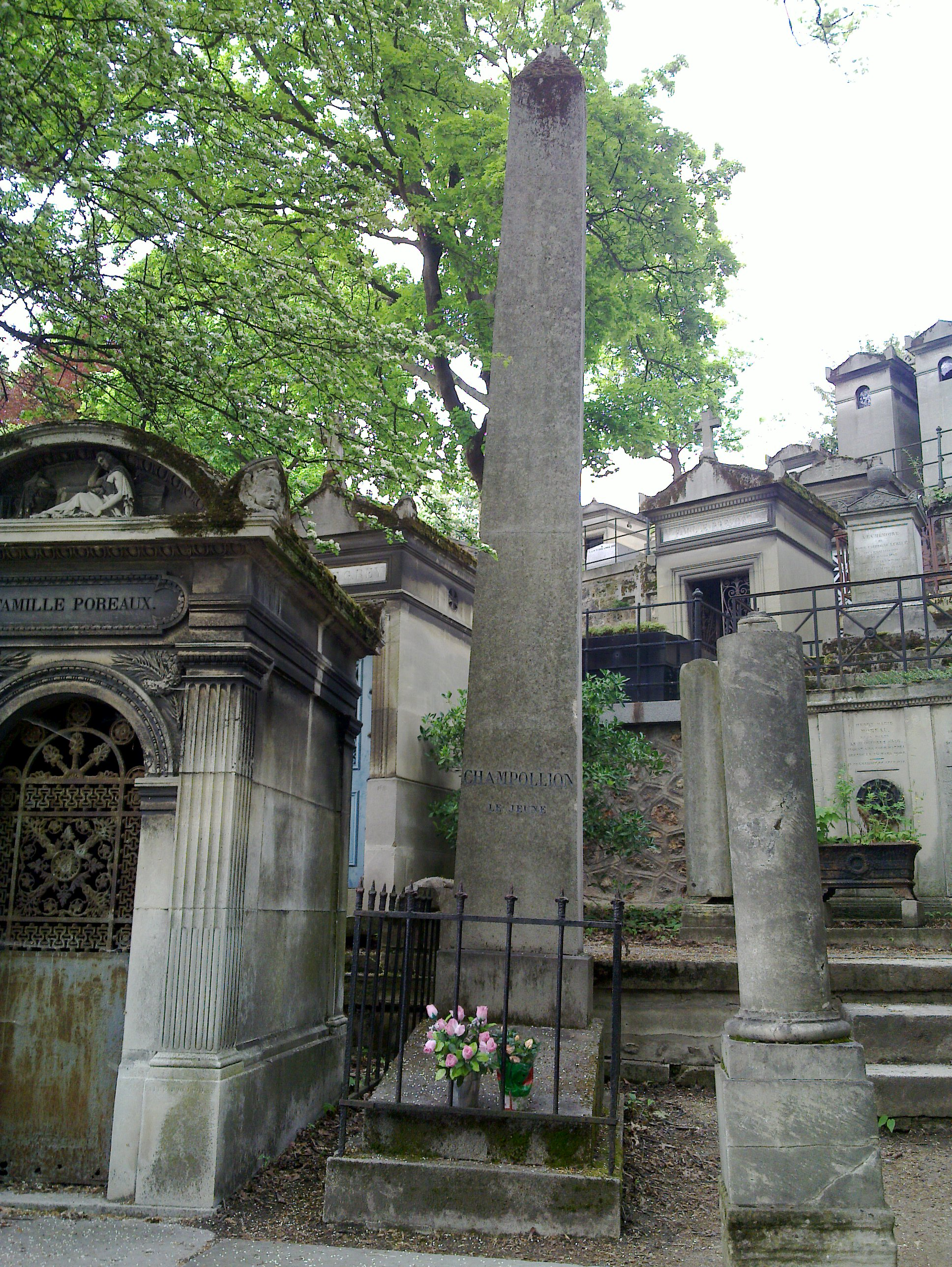
Champollionův hrob na hřbitově Père-Lachaise

### Závěr života
Dne 18. března roku 1828 odjel Champollion jako vedoucí expedice do Egypta, kde objevil starý chrám zasvěcený bohyni Eset na ostrově Fílé, poté pokračoval do Karnaku a do Théb. Četl nápisy na starobylých stavbách a získával nové údaje o historii Egypta. Podařilo se mu také zjistit a opravit chyby, které byly uveřejněny v Popisu Egypta, knize vydané po Napoleonově expedici roku 1799. Jeho náčrtky a poznámky představovaly první dokumentaci Egypta i základnu pro mnohá další bádání. Pro obohacení sbírek v Louvru přivezl do Francie mnohé památky. Výsledky své cesty popsal ve spisu Egyptské a núbijské památky, popisné poznámky (Monuments de l’Egypte et de la Nubie, notices descriptives), který vyšel až třináct let po jeho smrti.
V roce 1829 se vrátil do Francie. Byl jmenován profesorem egyptologie na Collège de France a byl zvolen do Académie des Inscriptions et Belles-Lettres. Pracoval na dalších spisech, které však byly publikovány až po jeho smrti: třídílná Egyptská gramatika (Grammaire égyptienne,1836) a čtyřdílný Egyptský slovník v hieroglyfickém písmu (Dictionnaire égyptien en écriture hieroglyphique, 1841). 
Po návratu z Egypta byl zesláblý vlivem nuceného pobytu v karanténě po pravděpodobné nákaze schistosomózou a chronických nemocí (tuberkulóza, dna, cukrovka).  Zemřel v Paříži 4. března 1832 ve věku jednačtyřiceti let.  Přesná příčina jeho smrti není známa. Je pohřben na hřbitově  Père-Lachaise.